# Kivijärvi (sjö i Finland, Kajanaland, lat 64,98, long 29,58)
Kivijärvi är en sjö i Finland. Den ligger i kommunen Suomussalmi i landskapet Kajanaland, i den nordöstra delen av landet, 600 km norr om huvudstaden Helsingfors. Kivijärvi ligger 235,9 meter över havet. Den är 10,7 meter djup. Arean är 73,3 hektar och strandlinjen är 5,27 kilometer lång. Sjön  ingår i Uleälvens huvudavrinningsområde.   Den sträcker sig 1,5 kilometer i nord-sydlig riktning, och 1,1 kilometer i öst-västlig riktning.